# Gríðr
Gríðr ou Grid segundo a Mitologia nórdica, era uma gigante, mãe de um dos filhos de Odin, Vidar. É feita a referência a Grid no poema de Eilífr Goðrúnarson Þórsdrápa e na segunda parte do Edda em prosa de Snorri Sturluson, Skáldskaparmál.
Tinha o poder de fazer magia, e uma vara mágica de nome Gríðarvölr.
Quando Loki planeia matar Thor, às mãos do gigante Geirröd, Gríðr ajuda Thor, prevenindo-o de que o gigante é traiçoeiro e dando-lhe uns presentes mágicos que lhe salvam a vida: uma vara mágica (Gríðarvölr), umas luvas de ferro (Járngreipr) e um cinto de força.